# San Cristóbal el Grande
San Cristóbal el Grande är en ort i Mexiko.   Den ligger i kommunen Zempoala och delstaten Hidalgo, i den sydöstra delen av landet, 80 km nordost om huvudstaden Mexico City. San Cristóbal el Grande ligger 2 587 meter över havet och antalet invånare är 162.
Terrängen runt San Cristóbal el Grande är kuperad åt nordost, men åt sydväst är den platt. Runt San Cristóbal el Grande är det ganska tätbefolkat, med 80 invånare per kvadratkilometer. Närmaste större samhälle är La Providencia Siglo XXI, 16,0 km nordväst om San Cristóbal el Grande. Trakten runt San Cristóbal el Grande består till största delen av jordbruksmark.